# Buchanan's Wife
Buchanan's Wife er en amerikansk stumfilm fra 1918 af Charles Brabin.

## Medvirkende
- Virginia Pearson som Beatrix Buchanan
- Marc McDermott som Herbert Buchanan
- Victor Sutherland som Harry Faring
- Ned Finley som Kansas